# Peïro Plantado
Le menhir de Champduy , appelé aussi Peïro Plantado ou Pierre plantée, est un menhir situé à Cabasse, dans le département du Var en France.

## Protection
L'édifice est classé au titre des monuments historiques en 1889.

## Description
Le menhir est en calcaire bajocien. De section ovalaire, il mesure 2,25 m de hauteur pour un diamètre de 0,50 m à la base. Selon le commandant Laflotte, en 1866, le propriétaire du champ où il se situe fit creuser au pied du menhir jusqu'à 1 m de profondeur et y recueillit quelques éclats de silex et des charbons. Si cette fouille permit de constater que le menhir s'élargissait vers sa base, elle contribua aussi à son inclinaison. La pierre ne fut redressée qu'en 1924 par le nouveau propriétaire de la parcelle.